# Irene Maria Cardoso
Irene Maria Cardoso é uma cientista ambiental e agrônoma brasileira. É professora aposentada do Departamento de Solos da Universidade Federal de Viçosa orientou vários trabalhos de Tese de doutorado e dissertações de mestrado, foi presidente da Associação Brasileira de Agroecologia (ABA-Agroecologia) de 2014 a 2017, e é reconhecida por ser uma das principais ativistas pela agroecologia no Brasil, além de possui diversas pesquisas realizadas nas áreas de solos e agroecologia.

## Biografia
Irene nasceu em uma comunidade rural da Caratinga, em Minas Gerais. Ingressou no curso de Agronomia na Universidade Federal de Viçosa (UFV) em 1980, concluindo o curso quatro anos depois. Durante a graduação, ela participou do movimento estudantil e foi membra do Centro Acadêmico. Cursou mestrado em Solos e Nutrição de Plantas pela UFV em 1992; e a especialização em Ensino de Geociências pela Unicamp em 1994; e doutorado em Ciências Ambientais pela Wageningen University, Holanda em 2002.
Atuou como professora da Universidade Federal de Viçosa desde 1993, lecionando disciplinas como Gênese dos Solos e Introdução à Agronomia. Coordena o projeto de extensão comunitária TEIA, que atua desde 2005 integrando os diversos programas de extensão da universidade relacionados a agroecologia. Também colaborou com a preparação da coleção do Museu de Ciências da Terra Alexis Dorofeef, localizado no campus da UFV.
A cientista dedica seu trabalho a questões como soberania alimentar e direito a alimentação e crítica do uso desenfreado dos agrotóxicos e afirma que existem inúmeras pessoas capazes de produzir alimento sem uso de veneno, e as demais devem aprender como seguir esse caminho.
Concedeu uma entrevista à TV Assembleia de Minas Gerais em 2018, explicando sobre o Encontro Nacional de Agroecologia (ENA-2018) e sobre o projeto de lei sobre regulamentação de agrotóxicos apelidado "Pacote de Veneno".
Atua em âmbito local, nacional e internacional. No âmbito local, em 2016 foi homenageada pela Câmara Municipal de Viçosa, e em 2019, se tornou cidadã honorária da cidade. Em 2018, compôs a diretoria da ASPUV, Seção Sindical dos professores da UFV. Em âmbito nacional, presidiu a Associação Brasileira de Agroecologia. E na esfera internacional compõe o conselho da ILEIA, um centro de aprendizado em agricultura sustentável, que é uma organização internacional que apoia a agroecologia.